# پیادنا
پیادنا (به ایتالیایی: Piadena) یک کومونه در ایتالیا است که در استان کریمونا واقع شده‌است.

## خصوصیات
پیادنا ۱۹ کیلومترمربع مساحت و ۳٬۶۰۱ نفر جمعیت دارد و ۳۴ متر بالاتر از سطح دریا واقع شده‌است.